# Triteleia ixioides
Triteleia ixioides là một loài thực vật có hoa trong họ Măng tây. Loài này được (Dryand. ex W.T.Aiton) Greene miêu tả khoa học đầu tiên năm 1886.

## Hình ảnh

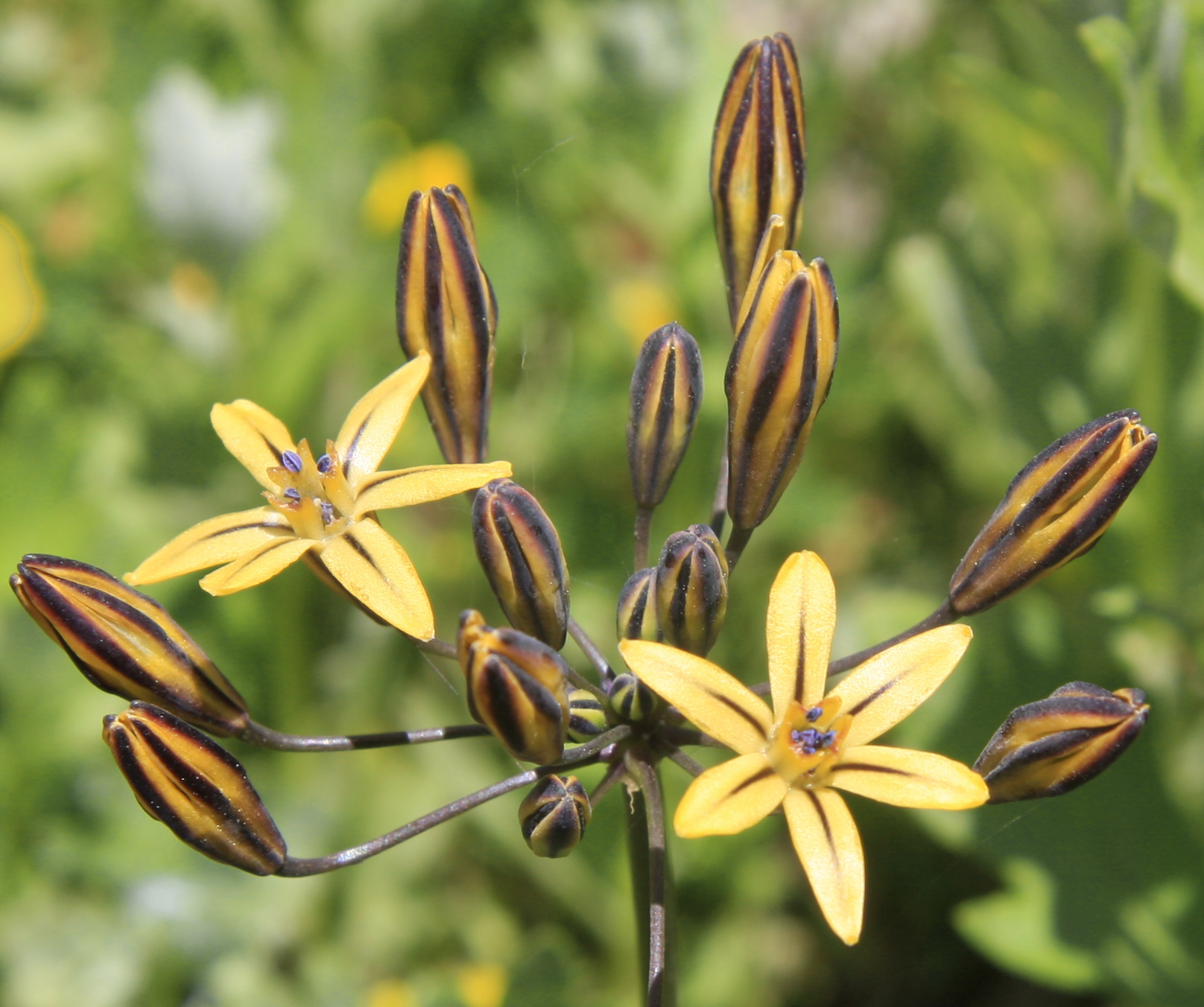
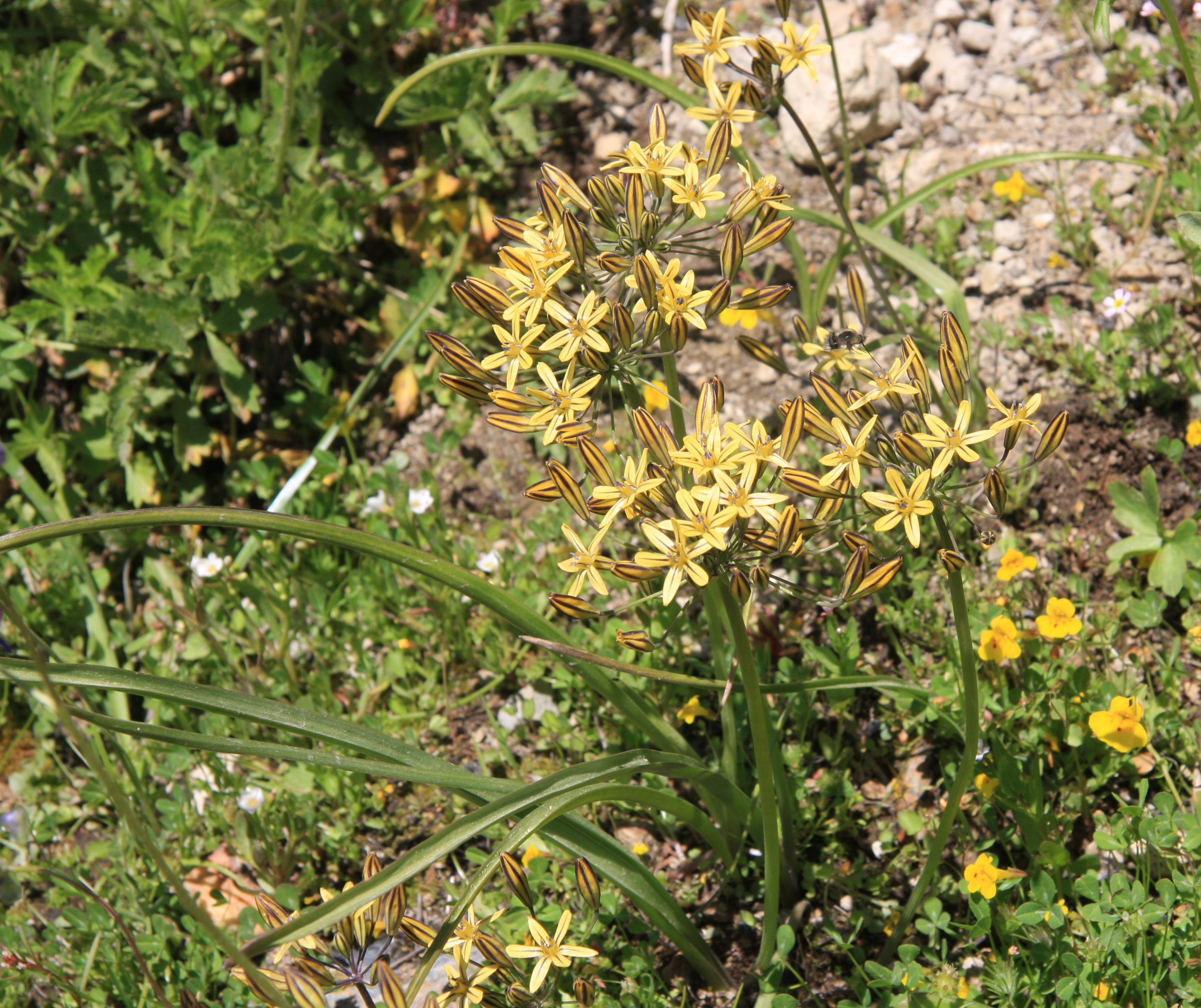
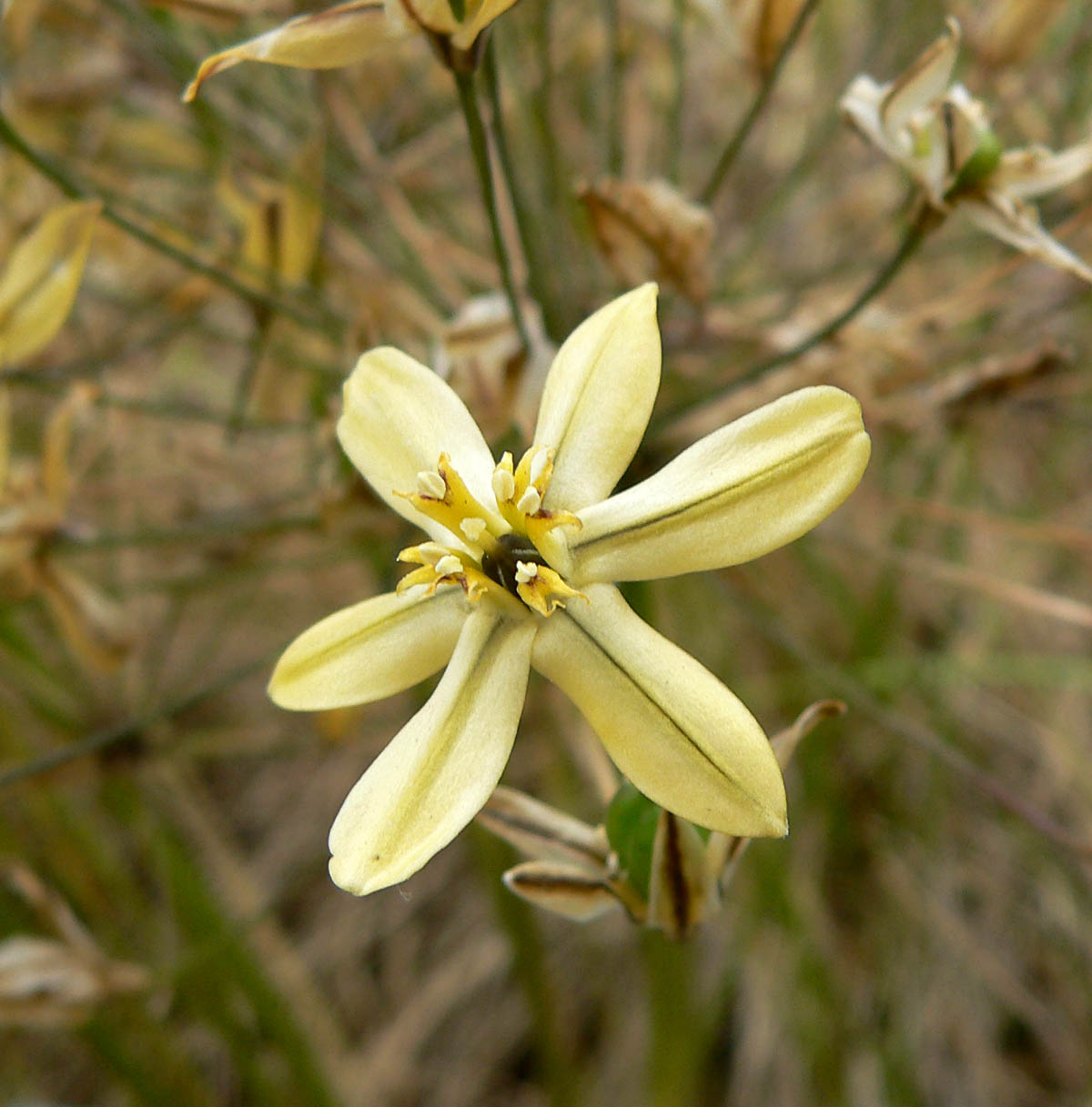
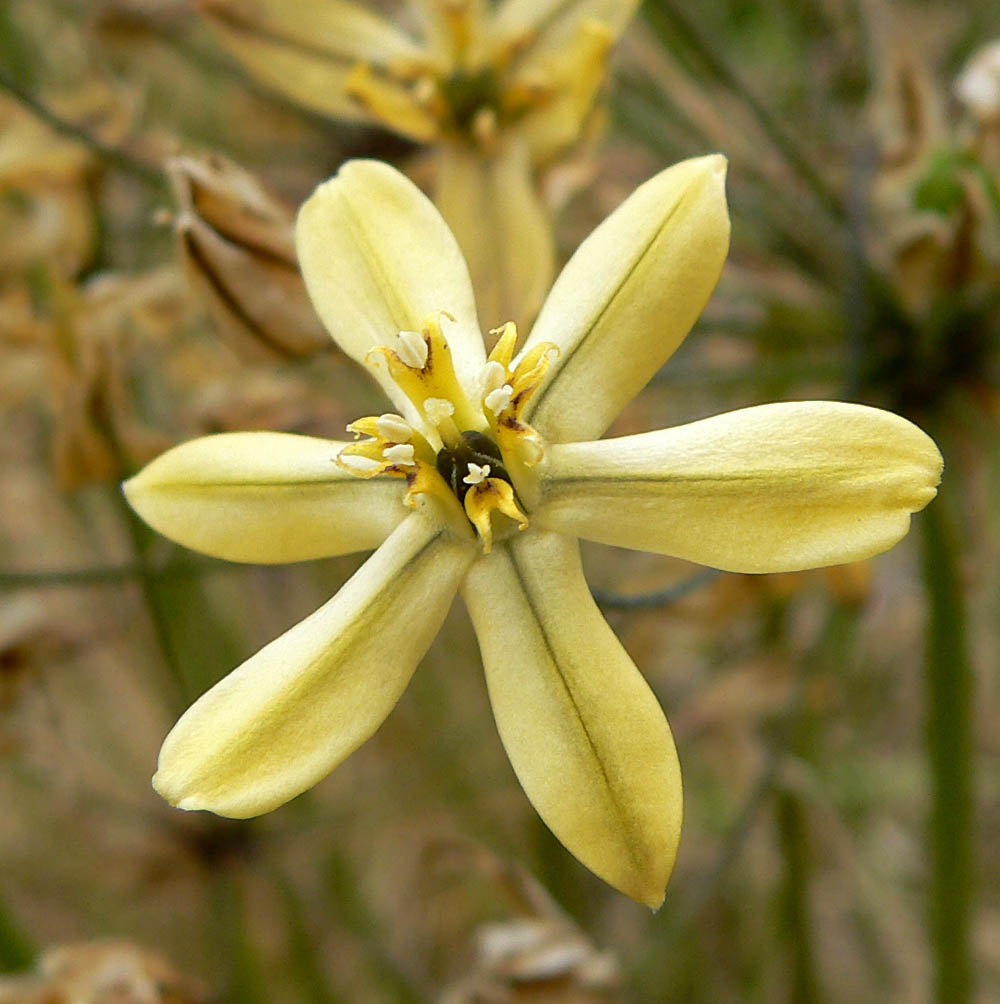